# Dinamic Motorsport
Le Dinamic Motorsport est une écurie de sport automobile italienne,,,,. 